# Windows XP
Windows XP е семейство 32- и 64-битови операционни системи за персонални компютри, разработени от компанията Microsoft. Windows XP е издадена официално на 25 октомври 2001 г. Двете букви „XP“ произхождат от думата eXPerience (на български – опит, опитност) . Windows XP е наследник на Windows 2000 Professional и Windows Me, и е първата операционна система на Microsoft, предназначена за крайни потребители, която използва ядрото на Windows NT (версия 5.1). Първоначално Microsoft публикуват две версии: Home (домашна) и Professional (професионална). Home е предназначен за употреба в домашни условия, докато Professional има допълнителни възможности, разработени за работа в бизнеса, като идентификация в мрежа и поддръжка на два процесора.
По време на разработването си Windows XP е с кодово име Whistler, което е името на курортния град Уислър (Whistler) в Британска Колумбия, където служителите на Microsoft обичат да почиват и карат ски.
Официално Microsoft спира продажбите на Windows XP на 30 юни 2008 г., въпреки че OEM-версии можеха да се закупуват до 31 януари 2009 г. от фирмите, познати като „системни интегратори“ или като даунгрейд от Windows Vista Business и Windows Vista Ultimate. Microsoft прекрати техническата поддръжка на операционната система на 8 април 2014 г.

## Разработка
Преди XP Microsoft произвежда две линии операционни системи. Windows 95, Windows 98 и Windows Me са разработени за настолни компютри, но нямат надеждна защита на паметта, докато Windows NT и Windows 2000 са насочени към фирмения, професионалния и сървърния пазар, но са по-лошо поддържани от игрите. Windows XP е преработка на Windows 2000 с допълнителни функции за домашни потребители. Това е първият, и то много успешен опит на Microsoft да създаде една операционна система за всички цели.
Windows XP Home включва много от охранителните функции на Windows 2000 и вградена защитна стена, което е част от новите опити да се обезопасят продуктите на Microsoft след дълга история на охранителни проблеми и уязвимост.
През 2002 г. Microsoft България издадоха превод на Windows XP на български език, който понастоящем е достъпен или като отделна система, или като интерфейсен пакет, който може да се изтегли от сайта на Microsoft България (вж. Външни препратки).

## Нови и подобрени функции
Windows XP представя някои нови за Windows-серията функции:
- Бърза смяна на потребителя, която позволява друг потребител да влезе и да използва системата, без да се налага предишният потребител да излиза и да напуска включените от него програми (Това натоварва системата повече, отколкото когато само един потребител е включен). [3]

- Подобрена поддръжка на устройства за Firewire, PCI, USB и устройства за съхранение и медия (DVD и CD).

- Windows-услуги за получаване на изображения, които заменят традиционната поддръжка на TWAIN.[4][5] Still Image (STI) support is provided as a compatibility layer within the WIA subsystem.

- Режим на съвместимост за програми, който имитира по-стари ОС Windows. [6][7]

- Windows Side-by-Side, което представлява WinSxS-папка за съхранение на многобройни версии на DLL-файлове за да се предотврати настъпването на DLL-ад.

- Отдалечена помощ (Remote Assistance), благодарение на която поддържащия персонал може да поеме контрола над компютър с Windows XP за да реши проблеми със системата.[8]

- Подобренията в контрола над захранването включват CardBus Wake-on-LAN, контрол над захранването на процесора, Wake on Battery (когато свършва енергията в батерията на системата, Windows XP влиза в режим на „заспиване“), както и способността на Windows XP да спре подаването на енергия към екрана, когато капакът е затворен и да замъгли екрана, ако енергията в батерията намалява. [9]

- Отдалечен работен плот (Remote Desktop), достъпен само в Windows XP Professional, който е изграден с технология за терминални услуги (RDP) и е подобен на отдалечената помощ с разликата, че позволява на отдалечени потребители да имат достъп до локални устройства (като принтери). [10]. Всеки клиент за терминални услуги, специален клиент за връзка с отдалечен работен плот или уеб-базиран клиент използващ ActiveX-контрол може да се използва за връзка с отдалечен работен плот. [11] Някои неща могат да бъдат пренасочени от отдалечения сървър към локалния клиент, в зависимост от възможностите на клиентския софтуер:
  - Пренасочване на файловата система (File System Redirection), което позволява на потребителите да използват своите локални файлове на отдалечен работен плот по време на терминалната сесия.
  - Пренасочване на принтери (Printer Redirection), което позволява на потребителите да използват локалния си принтер по време на терминалната сесия така, както биха използвали локално или мрежово споделен принтер.
  - Пренасочване на порт (Port Redirection), което позволява на приложенията, работещи в терминалната сесия да имат директен достъп до локалните серийни и паралелни портове.
  - Аудио, което позволява на потребителите да пускат аудио-програма на отдалечения работен плот, като звукът се пренасочва към локалния компютър.
  - Clipboard-ът може да бъде споделен между отдалечения и локалния компютър.

- Driver Rollback запазва копие на стария драйвер, когато се инсталира нов. Ако новият драйвер създава проблеми, потребителят може да се върне към предишната версия. (Тази функция не действа при принтерните драйвери.)

- Включена е технология за CD Burning от Roxio, която предоставя възможността за запис на файлове и аудио-записи върху CD.

- Windows XP има команден интерпретатор cmd.exe, който разширява възможностите на command.com и предлага много нови подобрения в изпълнението на команди за пакетна обработка.

## Потребителски интерфейс
Windows XP включва нов интерфейс, базиран на задачите. Старт-менюто и възможностите за търсене са преработени и са добавени много визуални ефекти, между които:
- Прозрачен син правоъгълник за избор в Explorer
- Графика, подобна на воден знак на иконите на папките, показваща типа на съдържанието в папката
- Сенки за надписите под иконите на работния плот
- Базирани на задачите странични панели в прозорците на Explorer
- Възможност за групиране на отделните бутони в лентата на задачите на една програма в един бутон
- Възможност за заключване на лентата на задачите и други ленти, което може да предотврати нежелани промени
- Специално отбелязване за скоро добавени програми в старт-менюто
- Добавяне на повече скинове

Windows XP анализира натоварването, предизвикано от визуалните ефекти и решава дали да ги включи, като така предотвратява прекаленото използване на системните ресурси от новата функционалност. Тези настройки могат да бъдат допълнително нагласени от потребителя.  Някои ефекти, като алфа-сливането (прозрачността и плавното изчезване и появяване), са изцяло поддържани от много нови видеокарти. Обаче, ако видеокартата няма способността да възпроизвежда този ефект, работата на системата може да се наруши значително, поради което Microsoft препоръчва функцията да се изключи ръчно .
Windows XP добавя в Windows възможността за употреба на „визуални стилове“, които променят потребителския интерфейс. Обаче визуалните стилове трябва да бъдат криптографично подписани от Microsoft, за да действат. Luna е името на новия визуален стил, който е вграден в Windows XP, и е автоматично включен за системи с повече от 64 МБ памет. Luna притежава 3 цвята, а те са синьо, зелено и сребърно (Luna се отнася само до отделния визуален стил, а не до новите функции в ГПИ на Windows XP като цяло).
„Класическият“ интерфейс на Windows 2000 може да се използва също по желание, като чрез използването му вие ще увеличите производителността на Windows.

## Сервизни пакети
Microsoft издава сервизни пакети за Windows XP, които поправят проблеми и добавят нови функции.

### Сервизен пакет 1
Сервизен пакет 1 (Service Pack 1) за Windows XP е издаден на 9 септември 2002 г. Най-забележителните му нови функции са поддръжка на USB 2.0 и аплет за „Достъп до програмите и настройки по подразбиране“, който позволява на потребителя да контролира приложенията по подразбиране за дейности като разглеждане на уеб-страници и изпращане на „лесни съобщения“, а също позволява на потребителя да скрие някои от програмите на Microsoft.
SP1 беше разработен така, че да не работи на повечето компютри с пиратско копие на Windows XP.

### Сервизен пакет 2
Сервизен пакет 2 (Service Pack 2) е издаден на 6 август 2004 г. За разлика от предишни сервизни пакети, SP2 добавя нови функции към Windows XP, между които защитна стена, програма за Wi-Fi, блокатор за pop-up-прозорци и поддръжка на Bluetooth. Той също включва API, което позволява на скенери за вируси и защитни стени да се свързват с нова програма – охранителен център, която предоставя основен преглед на системната защита. Други функции са подобрения в Internet Connection Firewall (ICF), който сега се нарича Windows Firewall (и е включен по подразбиране), силна защита на паметта, използваща NX-инструкцията, която е включена в по-новите процесори и спира буферните атаки, както и подобрения в електронната поща и уеб-сърфирането. 

### Сервизен пакет 3
Сервизен пакет 3 (Service Pack 3) е пуснат за сваляне на 6 май 2008 г. В него са включени 1174 поправки и нови функции. Пакетът не включва Internet Explorer 7.

## Специални версии
През ноември 2002 г. Microsoft издаде три нови версии, предназначени за специфичен хардуер:
- Windows XP Media Center Edition за специални компютри „Media Center“ (т.е. медия-център, компютри за мултимедия). Този Windows включва програмата Windows Media Center, позната ни при Vista и 7.
- Windows XP Tablet PC Edition за лаптопи със специално управление чрез докосване. Както Windows XP Media Center Edition, така и тази версия са предварително записани в компютрите и не могат да бъдат закупени отделно.
- Windows XP Embedded за различни видове електронни устройства. Тази версия се основава на кода на оригиналния Windows XP.

През 2003 г. излизат:
- Windows XP Media Center Edition 2003 – нова версия на Windows XP Media Center, която добавя нови възможности като УКВ-радио.

- Windows XP 64-bit Edition за компютри с процесори Intel Itanium – излиза на 28 март 2003.

След това се изпробва нова версия на 64 Bit Edition за системи с AMD Athlon 64 и Opteron.
През 2005 г. излиза
- Windows XP Professional x64 Edition, издадена на 25 април.

## Край на поддръжката
Microsoft прекратиха поддръжката на операционната система на 8 април 2014 г., когато беше пуснат и последният ъпдейт за Service Pack 3.